# ヴィリュップラム
ヴィリュップラム（விழுப்புரம்；Viluppuram）は、インド南部のタミル・ナードゥ州にある都市。ヴィリュップラム県の県庁所在地であり、同県ヴィリュップラム郡の中心都市である。

## 地理
北緯： 11° 55' 60 　／　東経： 79° 28' 60 
- 県外
  - チェンナイまで 162km
  - ティルッチラーッパッリまで 157km
  - マドゥライまで 285km
  - コーヤンブットゥールまで 330km
  - カンニヤークマリまで 527km

## 政治
ヴィリュップラムでは、2001年の州議会議員選挙ではDMKのK・ポンムディが僅差で当選し、2006年の州議会議員選挙でも連続当選を果たした。